# Вайгелишки
Вайгелишки (лит. Vaigeliškės) — деревня на территории самоуправления Вильнюсского района, в 9 км к юго-западу от Майшягалы, при трассе Букишкис — Судярве — Дукштос, на правом берегу Вилии, у её правого притока реки Вайголы.

## Население
По переписи населения 1905 года в деревне числилось 72 жителей, в 1946 году — 52, в 1959 — 34, по переписи 1970 года было 30 человека, в 1979 году насчитывалось 26 жителей, по переписи 1989 года — 42 жителя. В настоящее время насчитывается 37 житель (2011).